# Schuch-Speicher

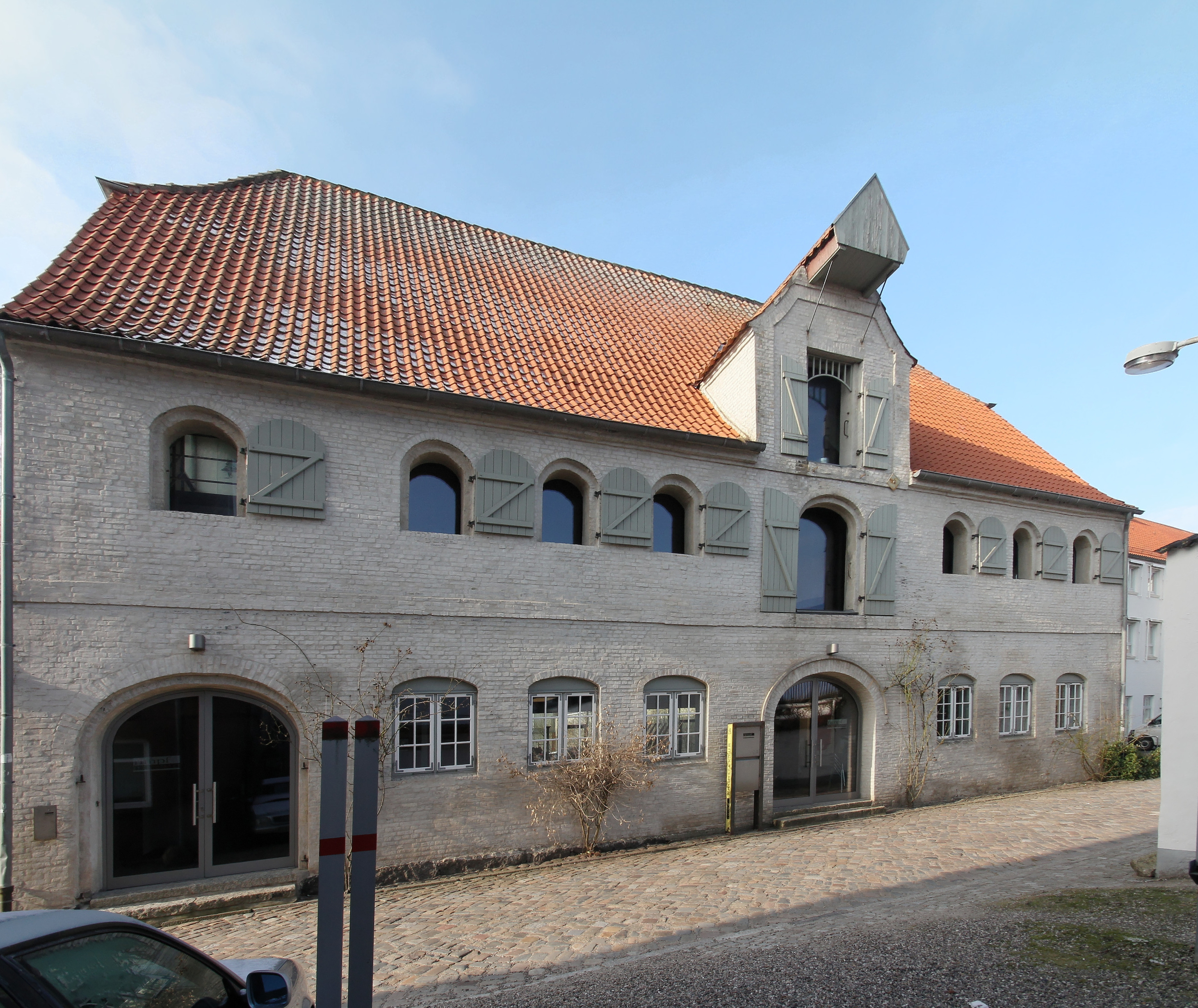
Der Schuch-Speicher 2013

Der 1847 erbaute Schuch-Speicher im Rosengang 4 in Eckernförde steht mit der Objekt-Nr. 7163 des Landes Schleswig-Holstein seit dem Jahr 2000 (nach anderen Angaben seit 1981) auf der Liste der Kulturdenkmale in Eckernförde.
Der Speicher mit zwei Geschossen wurde mit gelben Backsteinen erbaut und hat ein hohes angewalmtes Satteldach. Er hat einen Dacherker mit überdachtem Kranbalken. Das Erdgeschoss ist vier Meter hoch, das erste Stockwerk 2,85 Meter und die Dachgeschosse 2,50 Meter. Der Grundriss des Gebäudes ist trapezförmig: Bei einer Breite von 12 Metern ist die Front zum Rosengang 20,50 Meter lang, auf der gegenüberliegenden Seite sind es 21,50 Meter. Im Innern findet sich eine dreischiffige Holzständerkonstruktion mit drei durchgehenden Böden, die auf eine ehemalige Nutzung als Getreidespeicher hinweisen. Im Jahr 1900 wurde der Speicher vom namensgebenden Eisenwarenhändler James Schuch gekauft.
Im Schuch-Speicher befindet sich heute ein Architekturbüro. Das Ergebnis des Umbaus durch den Eckernförder Architekten Stefan Rimpf in den Jahren 2001 bis 2004 wurde 2004 mit einem Denkmalpflegepreis ausgezeichnet und ist Teil einer europaweiten Ausstellung über herausragende Industriedenkmäler. Das historische Erscheinungsbild des Speichers blieb erhalten; Lukenfenster, Fensterläden und Rundbogentor wurden erhalten bzw. rekonstruiert. Berthold Köster vom Landesamt für Denkmalpflege Schleswig-Holstein bezeichnete den Umbau des Architekturbüros Rimpf als „Vorzeigeobjekt schlechthin“.